# Sort ildfugl
Den sorte ildfugl (Lycaena tityrus) er en sommerfugl i blåfuglefamilien. Den er udbredt på halvtørre overdrev i dele af Europa og Asien. Den fandtes indtil 1986 også i Danmark, der ligger på artens nordgrænse. Larven lever på planterne almindelig syre og rødknæ.